# Конфетки в униформе
«Конфетки в униформе» (англ. Candy Stripers) — американский комедийный порнофильм режиссёра Боба Чинна 1978 года с Нэнси Хоффман и Шэрон Торпе в главных ролях. Повествует о сексуальных контактах больничных волонтёров с пациентами и персоналом больницы. Название происходит от термина англ. candy striper, который является американским обозначением больничных волонтёров, которые обычно носят красно-белую полосатую униформу, напоминающую карамельную трость.

## Сюжет
Последний день работы больничного волонтёра Шарон (Нэнси Хоффман). На утреннем собрании главный волонтёр Сардж (Шарон Торп) замечает, что Шарон нет. Сардж находит Шарон занимающейся оральным сексом с врачом и возвращает к работе. Во время выполнения своих обязанностей волонтёры вступают в различные сексуальные контакты с пациентами и персоналом.
В конце дня персонал и пациенты устраивают вечеринку по поводу ухода Шарон. Входит Сардж. Во время конфликта с Сардж Шарон называет её ханжой, та в ответ задирает платье и заставляет Шарон доставить ей удовольствие. Вечеринка быстро превращается в сексуальную оргию.

## Съёмки
Фильм стал актёрским дебютом Ричарда Пачеко. Беспокойство из-за первой роли вызвало у него крапивницу. Во время съёмки сцены с Нэнси Хоффман он испытывал большие трудности с поддержанием эрекции.

## Приём и награды
Фильм был включён в зал славы XRCO. Журнал Скру назвал картину «лучшим секс-фильмом 1978 года». В июле 2008 года Terminal Press выпустили лимитированную версию комикса по фильму, написанную Брайаном Феррарой.

## В ролях
- Нэнси Хоффман
- Шарон Торп
- Эмбер Хант
- Эйлин Уэллс
- Крис Кэссиди (в титрах — Монтана)84 minutes[6]
- Джои Силвера (в титрах — Джои Нейссивера)[6]
- Пол Томас
- Федра Грант
- Ричард Пачеко

## Вырезанные сцены
В фильме есть две сцены фистинга, вырезанные в некоторых версиях. В соответствии с указанием рецензентов, сцены вырезаны из основного фильма на DVD-релизе, но включены в виде «пасхальных яиц», которые можно найти отдельно.

## Сиквелы
- Candy Stripers 2 (1985)[9]
- Candy Stripers 3 (1986)[10]
- Candy Stripers 4 (1990)[11]
- Candy Stripers 5: The New Generation (1999)[12]